# Mühlhausense Vorstendag

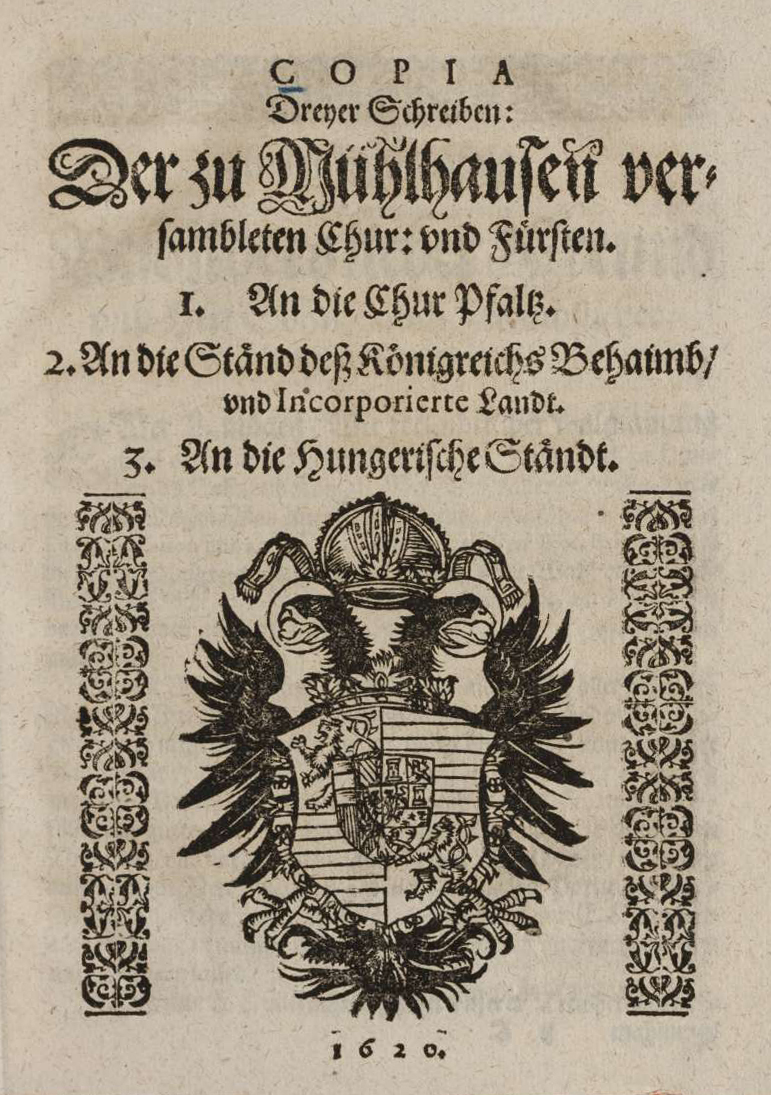
Titelpagina van een pamflet met de drie brieven van de in Mühlhausen samengekomen vorsten.

De Mühlhausense Vorstendag van 1620 was een bijeenkomst van zes Duitse vorsten in de Thüringse stad Mühlhausen. De bijeenkomst was een reactie op de Boheemse Opstand en de afzetting van de katholieke Keizer Ferdinand II als koning van Bohemen ten gunste van de protestant Frederik V van de Palts.

## Geschiedenis
De bijeenkomst vond plaats van 16 tot 23 maart en werd bijgewoond door Johan Schweikhard, aartsbisschop-keurvorst van Mainz, Lothar van Metternich, aartsbisschop-keurvorst van Trier, Ferdinand van Beieren, aartsbisschop-keurvorst van Keulen, Johan George I van Saksen, Lodewijk V van Hessen-Darmstadt en een gezant van Maximiliaan I van Beieren. Van deze vorsten was Johan George I van Saksen als enige protestants. Hij koos in maart 1620 openlijk voor de keizer met als doel na een eventuele overwinning op Bohemen de Opper- en Neder-Lausitz in te nemen.
Op 20 maart werd de Mühlhausener Assurationsakte getekend, die het kerkbezit regelde als een vorst van het katholicisme overging naar het protestantisme of omgekeerd. De verdere bijeenkomst stond in het teken van de verkiezing van Frederik V van de Palts als koning van Bohemen op 26 augustus 1619. De vorsten stelden drie brieven op, gedateerd 21 maart 1620, gericht aan Frederik V, de Staten van Bohemen en hun bondgenoten, de Staten van Hongarije.

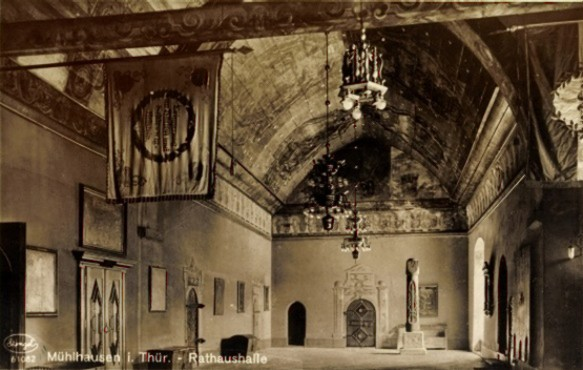
Raadhuis in Mühlhausen

In de eerste brief wordt geschreven dat de aanspraak van Frederik V op de Boheemse troon op juridische gronden onterecht is en wordt gewaarschuwd dat onderlinge verdeeldheid het Ottomaanse Rijk – de "erfvijand" van het Heilige Roomse Rijk – in de kaart speelde. De Staten van Bohemen en Hongarije kregen ieder hun eigen brief die iets korter was, maar met dezelfde waarschuwing. Vanwege de bezorgdheid om het Heilige Roomse Rijk en om verder bloedvergieten te voorkomen dreigde de vorstendag met oorlog. De Staten van Bohemen moesten terugkeren naar de situatie zoals die was voor de afzetting van Ferdinand II. De vorsten wisten echter dat de kans klein was dat de Bohemers hiermee akkoord zouden gaan. De vorstendag was dus eerder een formaliteit om duidelijk te maken wie zich achter de keizer schaarde en wie hem juist probeerde te ondermijnen. De publicatie van de drie brieven in de vorm van een pamflet moest hier verder aan bijdragen.